# Stüdlhütte
Die Stüdlhütte ist eine Hütte der Sektion Oberland des Deutschen Alpenvereins in der Glocknergruppe auf einer Höhe von 2802 m ü. A. im österreichischen Osttirol. Sie steht in der Fanatscharte, wo der anspruchsvolle Anstieg auf den Großglockner über den Luisen- und Stüdlgrat beginnt. Die erste Hütte wurde 1868 erbaut, von 1993 bis 1996 wurde der moderne Neubau errichtet.
Die Stüdlhütte gehört der Sektion Oberland (München) des DAV. Bergsteiger, die auf der Hütte die Nacht verbringen möchten, finden Platz in zwei Betten, 106 Lagern und 23 Lagern im Winterraum, der im Gegensatz zum Hauptgebäude das ganze Jahr über offen steht. In der Sommersaison ist die Hütte von Mitte Juni bis Ende September bewirtschaftet.

## Namensgebung
Benannt ist die Hütte nach dem Prager Kaufmann Johann Stüdl, der u. a. den Kalser Bergführerverein gegründet hat und somit maßgeblich für die alpinistische Erschließung der Glocknerregion war. Stüdl war prominentes Mitglied der Sektion Prag des DuOeAV und hat neben der Stüdlhütte auch die Errichtung der Neuen Prager Hütte im Gebiet des Großvenedigers unterstützt.

## Baugeschichte
Johann Stüdl, der 1867 erstmals nach Kals kam, initiierte und finanzierte eine erste Hütte auf der Fanatscharte. Die Hütte wurde 1868 eröffnet, maß siebeneinhalb mal viereinhalb Meter und bot Platz für zwölf Personen. Sie bildete einen wichtigen Stützpunkt auf dem Neuen Kalser Weg zum Großglockner, der damit eine gleichwertige Alternative zum Anstieg von Heiligenblut aus darstellte. Die Stüdlhütte war damit auch die erste Hütte des 1869 gegründeten Deutschen Alpenvereins, bereits 1872 wurde sie das erste Mal erweitert. Weitere Umbauten und Zubauten folgten.
Der notwendige Neubau der Hütte von 1993 bis 1996 ist ein Werk des deutschen Architekten Albin Glaser und geht sowohl auf die exponierte Lage mit Windgeschwindigkeiten über 200 km/h wie energieeffizientes Bauen im alpinen Raum und dem Schutzgebiet des Nationalparks Hohe Tauern ein. Es stellt ein langgestrecktes, tonnenförmiges Gebäude mit dem Querschnitt einer beschnittenen Ellipse dar, dessen aluminiumgedecktes Dach auf die Windseite heruntergezogen ist, während die drei verbleibenden Wandflächen des Baukörpers holzschindelgedeckt sind. Das Gebäude ist mit solarthermischer und photovoltaischer Sonnenenergienutzung weitgehend energieautark, Engpässe können über ein pflanzenölbetriebenes Blockheizkraftwerk abgefangen werden. Die Bauphysik wurde vom Fraunhofer-Institut für Solare Energiesysteme konzipiert.

## Zustiege
Der gebräuchlichste Zustieg startet am Lucknerhaus (1918 m), das von Kals am Großglockner über eine Mautstraße erreichbar ist, und führt durch das Ködnitztal über die Lucknerhütte bis zur Stüdlhütte. Die Gehzeit beträgt zwei bis drei Stunden über gute Wege.
Ein alternativer Zustieg erfolgt durch das Teischnitztal, dessen Anfang ebenfalls von Kals aus mit dem PKW erreichbar ist. Der Aufstieg ist deutlich mühsamer als der Weg durch das Ködnitztal, als Ausgleich ist er jedoch landschaftlich sehr reizvoll. Im Früh- und im Spätsommer erschweren Schneefelder den Anstieg hier deutlich. Für diese Strecke müssen vier Stunden Gehzeit einkalkuliert werden.

## Tourenmöglichkeiten
Die meisten Bergsteiger, die die Stüdlhütte als Stützpunkt wählen, haben den Großglockner als Ziel ihrer Mehrtagestour anvisiert. Dabei stehen mehrere Varianten zur Verfügung, wovon der Stüdlgrat und der Normalweg über die Adlersruhe die gebräuchlichsten sind:
- Der Anstieg über den Stüdlgrat ist eine anspruchsvolle Bergfahrt, bei der Schwierigkeiten von bis zu III+ bewältigt werden müssen. Die Geh- und Kletterzeit beträgt 5 Stunden bis zum Gipfel des Großglockners.

- Der Normalweg führt von der Hütte über das Ködnitzkees (Kees werden in Österreich die Gletscher genannt) zur Erzherzog-Johann-Hütte (3454 m) auf den Felsen der Adlersruhe. Von dort wird über den Kleinglockner und die ausgesetzte Glocknerscharte der Gipfel erreicht. Zeitbedarf ab Stüdlhütte: 5 Stunden.

Neben den Touren auf den Großglockner bieten sich besonders für Tagesgäste der Fanatkogel (2905 m), der direkt über der Hütte aufragt und somit den Hüttenberg darstellt, und die Schere (3031 m), von wo aus sich eine imposante Aussicht auf Großglockner, Stüdlgrat, Ködnitzkees und Adlersruhe bietet, als reizvolle Ziele an. Beide Gipfel sind von der Hütte für trittsichere Wanderer problemlos erreichbar: Der Fanatkogel in 15 Minuten über den markierten Weg, der gleich bei der Hüttenterrasse beginnt; die Schere über den nordseitig aufragenden steilen Hang auf markiertem Weg in rund 30 Minuten.

## Bilder

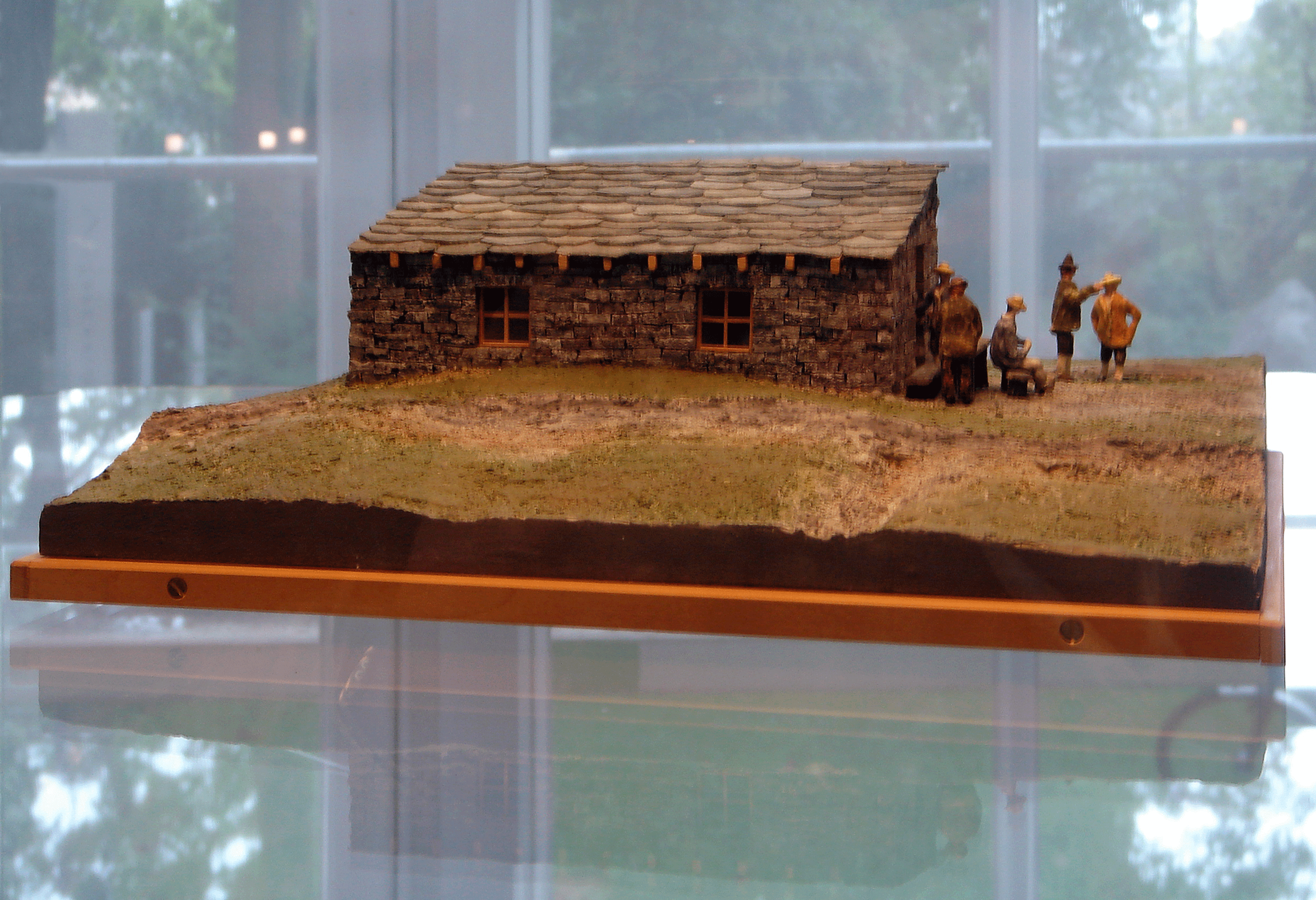
Modell des ersten Bauzustandes, 1868, Urhütte der AV-Hüttenentwicklung, Alpines Museum München
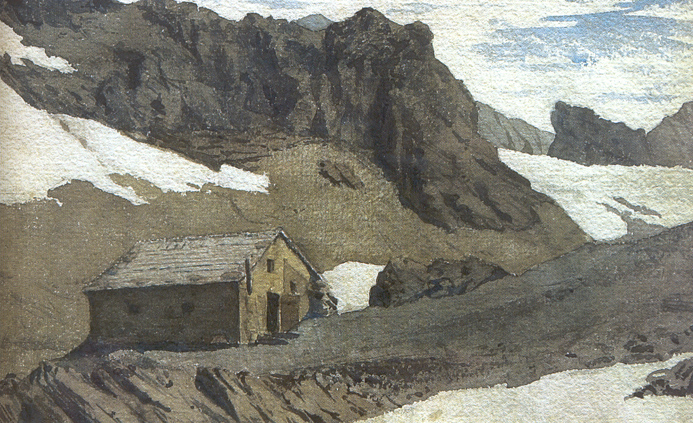
Die 1869 eröffnete Stüdlhütte in einem Gemälde eines unbekannten Malers aus dem Jahr 1874
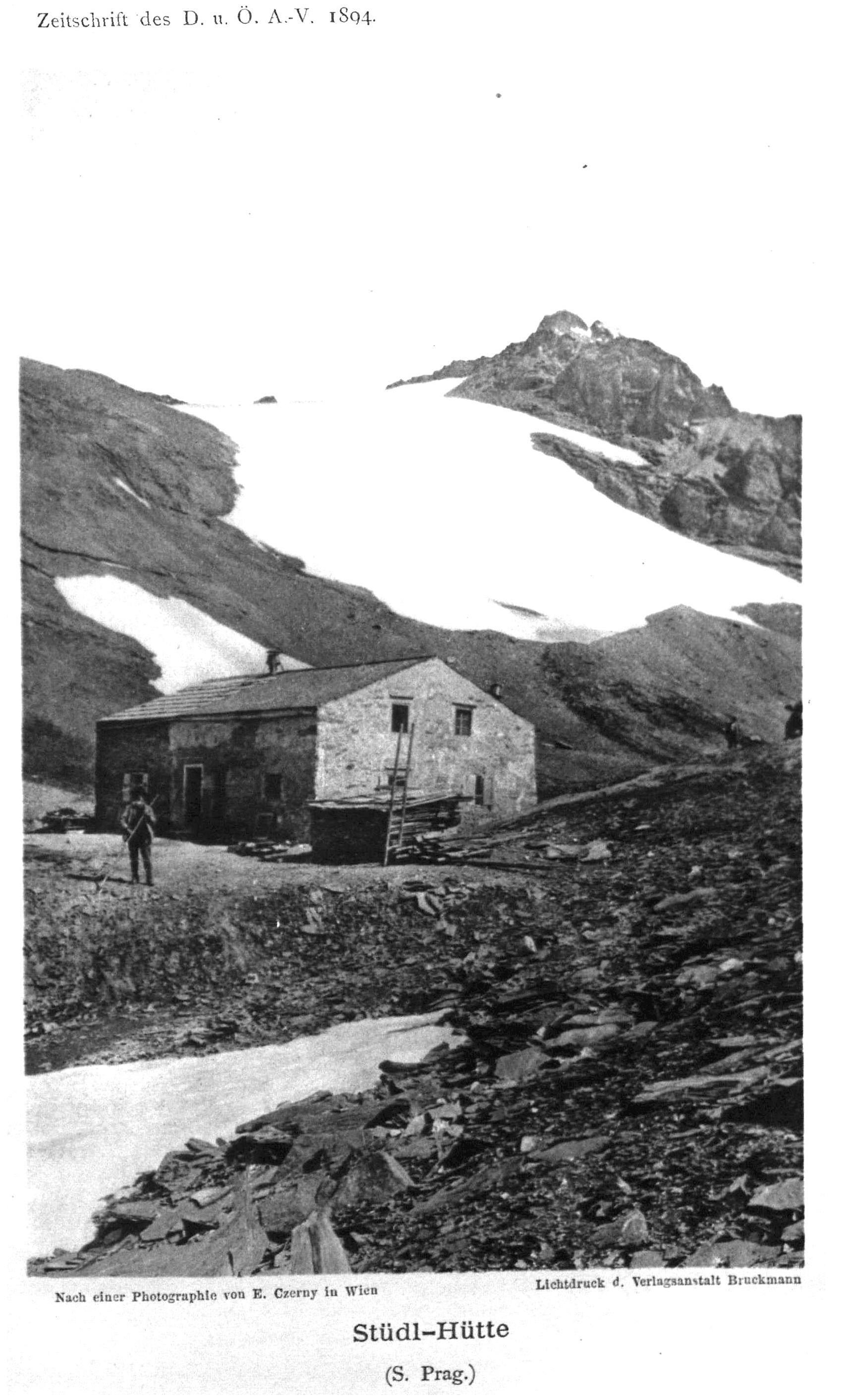
Stüdlhütte um 1894
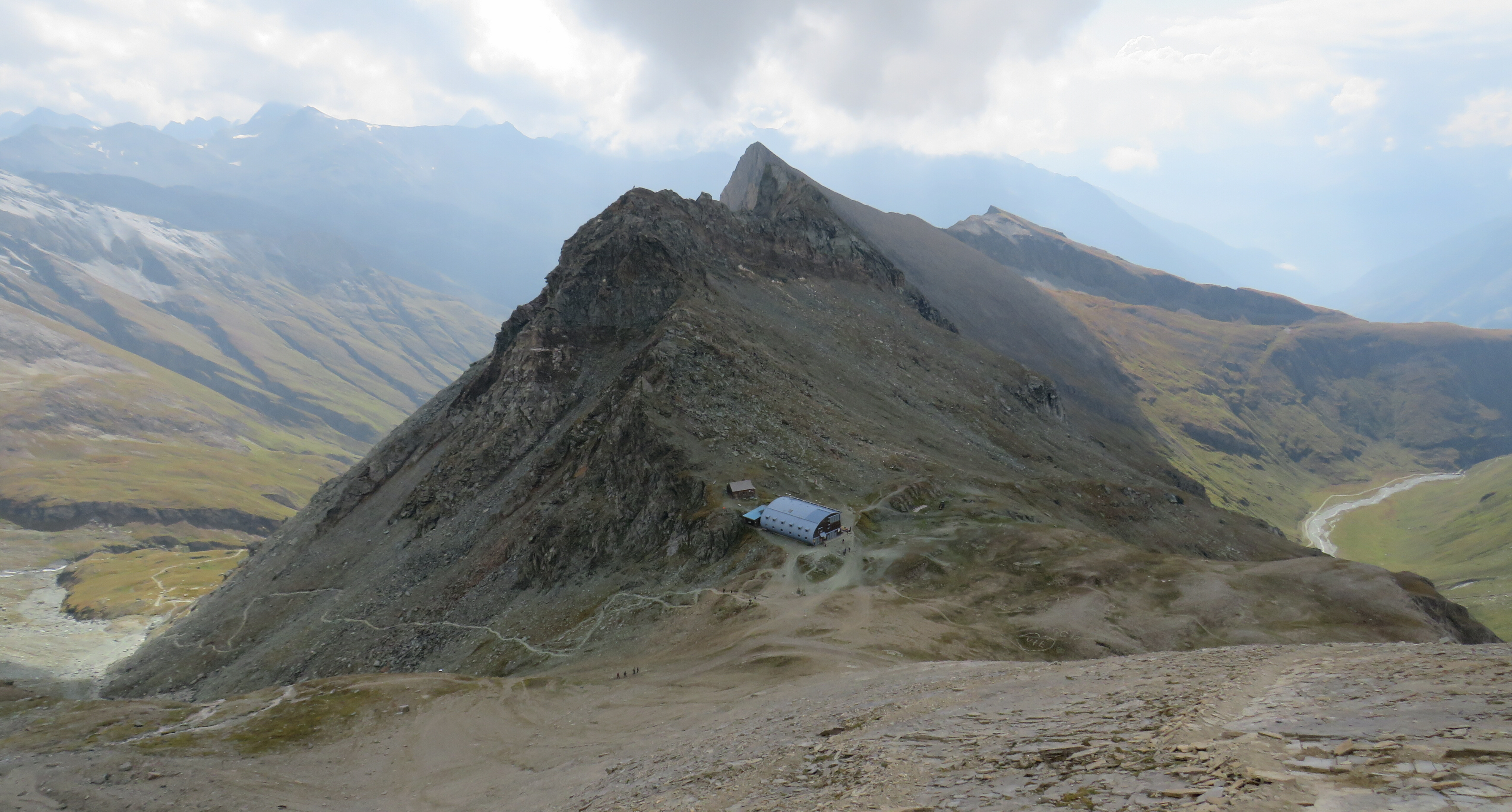
Lage der Hütte vor dem Fanatkogel zwischen Ködnitztal (links) und Teischnitztal (rechts)